# Loretta Vaccaro
Loretta Vaccaro (Alcamo, 14 maggio 1973) è un'ex cestista italiana.
Ala di 180 cm, ha giocato in Serie A1 e Coppa Ronchetti con Alcamo

.

## Carriera
Ha legato il suo nome alle esperienze con lo Sport Club Alcamo

, per poi giocare con il Basket Alcamo in Serie A2.
Scende poi in Serie B d'Eccellenza con L'Umanità di Castellammare del Golfo.
Vince la Serie C con Partinico Basket e Nova Basket.
Nel 2013 è stata convocata per l'All-Star Game siciliano di Serie B femminile, campionato disputato con la Nova Castellammare di cui era capitano.

## Palmarès
- Promozione dalla Serie C femminile: 2
Partinico Basket: 2010-11; Nova Castellammare: 2011-12